# Jan Hermansson (kampsportare)
Jan Hermansson, född 15 mars 1942, död 18 februari 2019, var en svensk aikidopionjär. Han var graderad till sjunde dan i aikidoorganisationen Aikikai, och bar titeln Shihan.
Hermansson började träna judo 1959 för budopionjären Gerhard Gosen i Stockholm. De bägge började experimentera med aikido efter vad de kunde utläsa av bilderna i en bok och av filmad aikido.
Det första aikidopasset hölls den 6 februari 1961 och därefter drog de tillsammans igång aikidoträning. Från bilderna och filmerna missförstod de hakaman, den vida byxkjol som aikidoutövare ofta bär utanpå den vita dräkten (keikogin), och trodde att den var en kjol. Hermansson lät sy en sådan kjol, som sprack under en uppvisning vid Fallskärmsjägarskolan i Karlsborg där Hermansson gjorde sin militärtjänst. Tillsammans med Gosen for Hermansson även ner till Frankrike och tränade aikido för Tadashi Abe. 1965 flyttade han till Japan, där han tränade aikido på Aikikai hombu dojo och livnärde sig bland annat som fönsterputsare och fribrottare. I Japan blev han graderad till fjärde dan, en grad som på den tiden tämligen få västerlänningar hade; härav det smeknamn Janne Yondan ("Janne fjärde dan") han fick i Japan. Bland de lärare på Hombu som han nämnt med särskild respekt finns Sadateru Arikawa. Hermansson återvände till Sverige 1979, och började träna och instruera på Farsta aikidoklubb. 
Hermansson satt i svenska Aikikais graderingskommitté från 1994, som hedersledamot. Han tilldelades 7:e dan 2007, vilket är den högsta Aikikaigraden som en svensk har fått. När svensk aikido 1998 fick rätt att ansvara för sina egna dangraderingar torde Hermanssons namn i graderingskommittén varit väsentlig för att japanerna skulle acceptera det hela. Kring 2002 delade Hombu dojo för första gången officiellt ut titeln shihan till sju icke-japaner; Hermansson fanns bland dem. Sedan Farsta aikidoklubb lagts ner instruerade inte Hermansson längre schemalagt. Han besvärades av en försliten och opererad höft som hämmade hans fysiska rörlighet, men instruerade fortfarande på läger och kunde ofta ses träna på aikidoklubben Iyasaka där han ibland även instruerade.

## Bilder

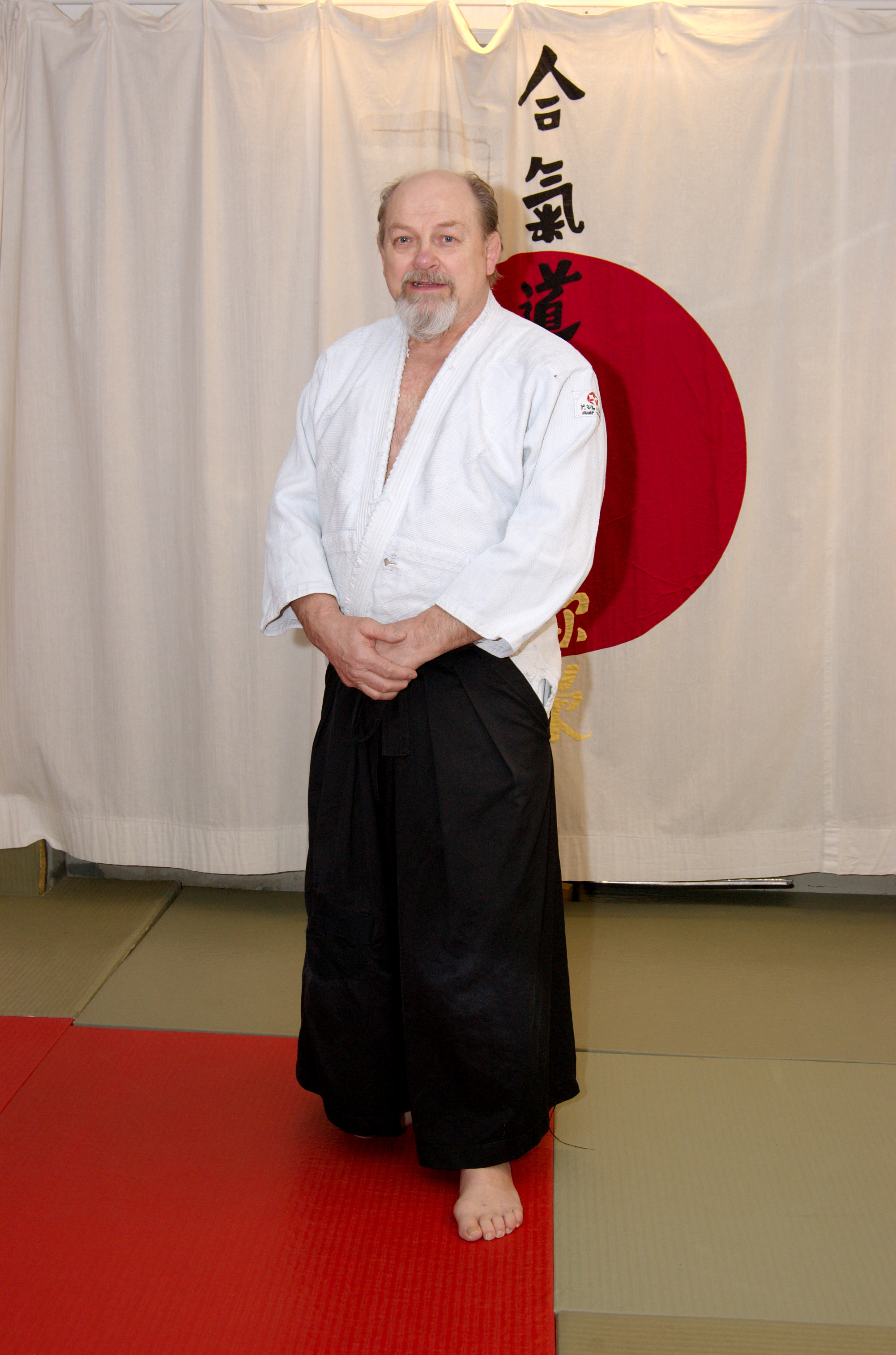
Jan Hermansson.
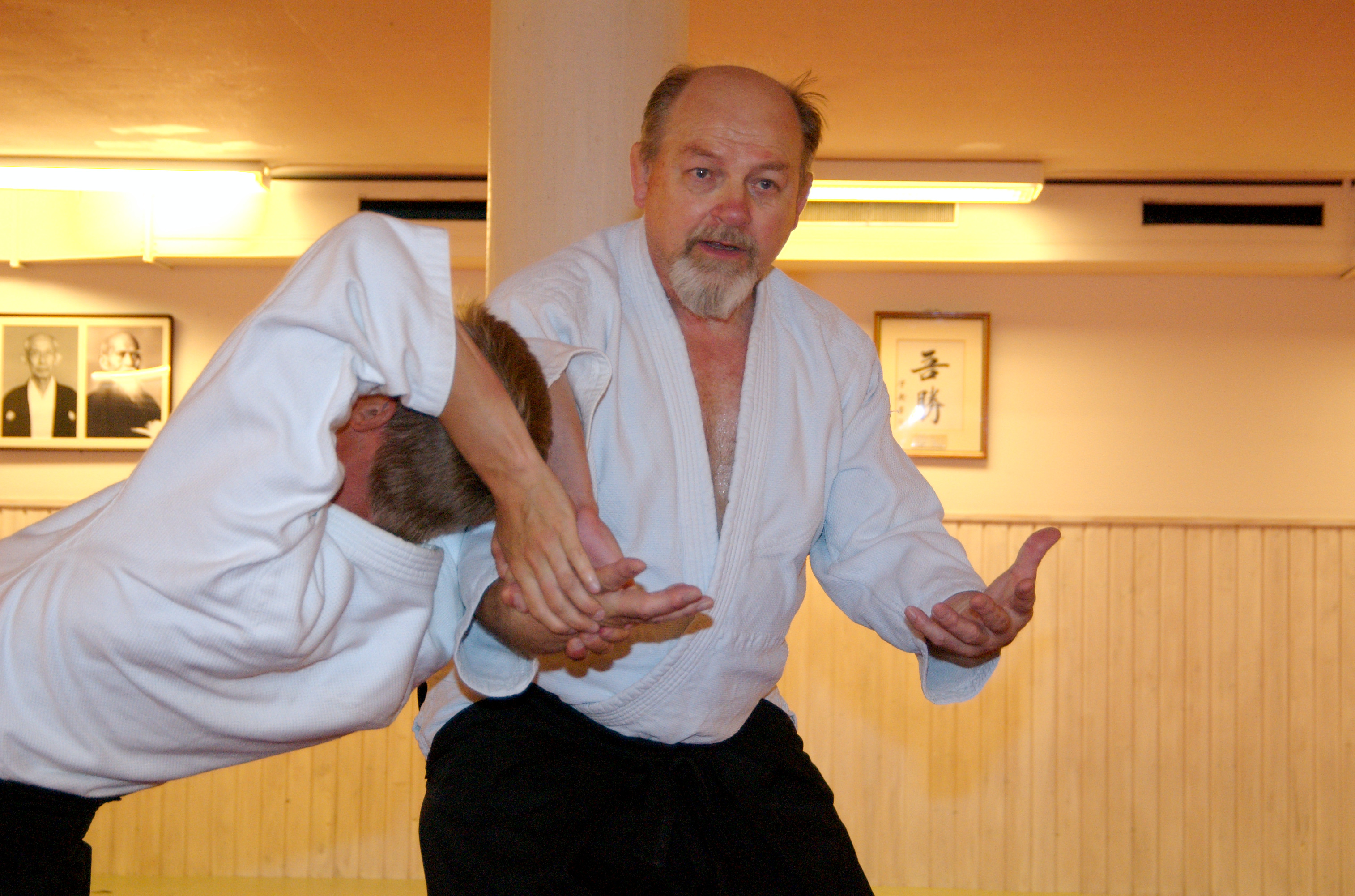
Jan Hermansson undervisar i Stockholm.
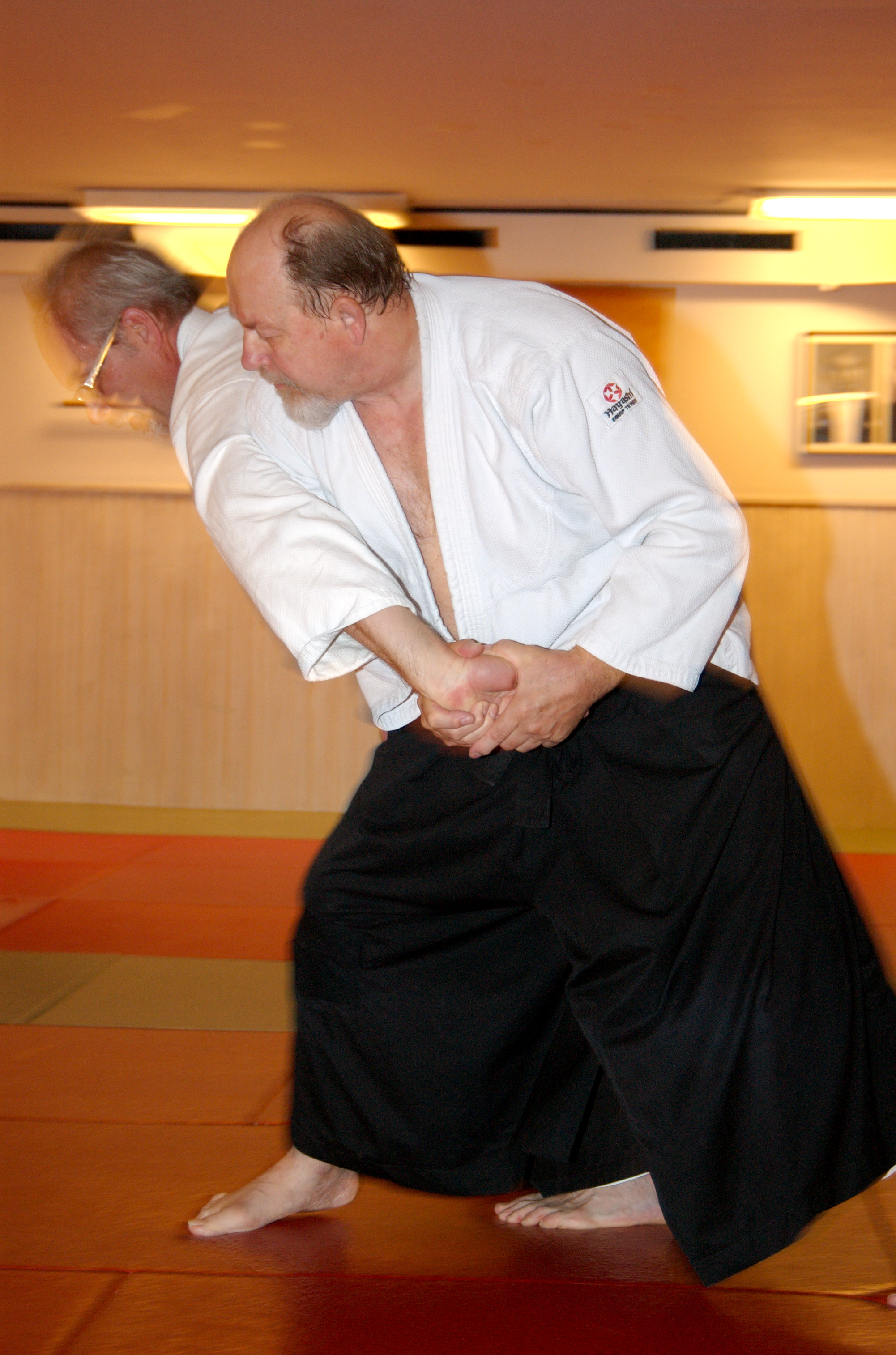
Jan Hermansson utför ett kast.
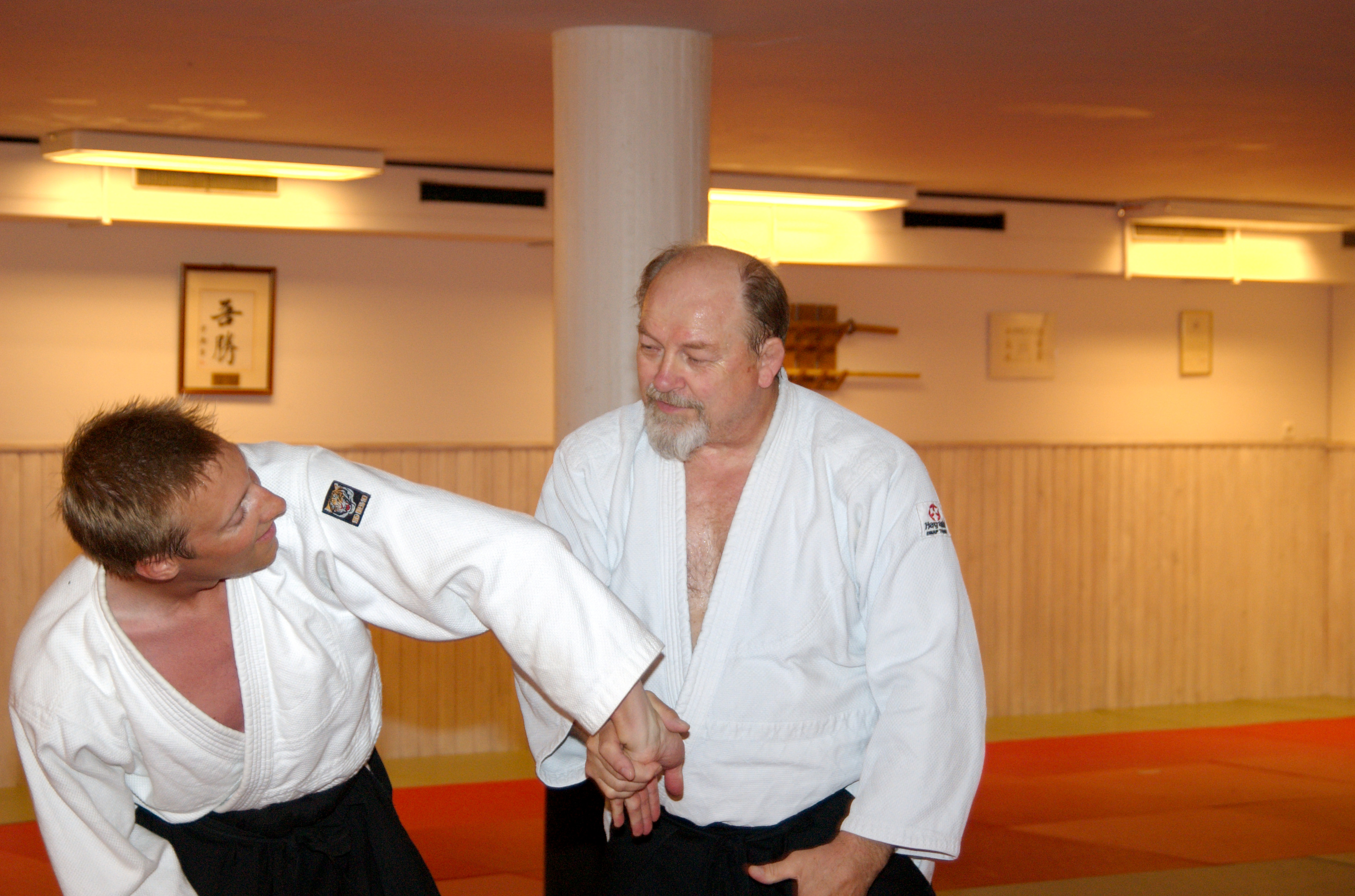
Jan Hermansson undervisar i Stockholm.